# 파키스탄의 국기
파키스탄의 국기는 1947년 8월 11일에 채택되었다. 가로세로 비율은 2:3이다. 깃대 쪽에는 하얀색 세로 줄무늬가 있고 초록색 바탕에는 하얀색 초승달과 별이 그려져 있다. 하양은 평화, 초록은 번영, 초승달은 발전, 별은 빛과 지식을 상징한다. 초승달과 별은 파키스탄이 이슬람교 국가임을 의미한다.

## 색상
파키스탄의 국기 규격과 색상은 다음과 같다.

파키스탄의 국기 규격

| 색상 | 하양                  | 초록              |
| ---- | --------------------- | ----------------- |
| RGB  | 255–255–255 (#FFFFFF) | 1–65–28 (#01411C) |

## 그 외의 기

대통령기
상선기 (비율 2:3)
해군기 (비율 1:2)
함수기
공군기

## 옛 국기

무굴 제국의 국기 (1526년-1857년)

### 옛파키스탄의 번왕국국기

나가르 (14세기-1974년 9월 25일)
훈자의 국기 (15세기-1969년 7월 28일)
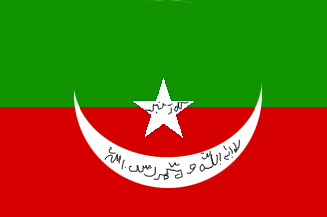
칼라트의 국기 (1638년-1955년 10월 14일)
바하왈푸르의 국기(1690년-1955년 10월 14일)
카란의 국기 (1697년-1955년 10월 14일)
암브의 국기 (19세기-1969년 7월 28일)
카이르푸르의 국기 (1775년-1955년 10월 14일)
라스벨라의 국기 (1795년-1955년 10월 14일)
마크란의 국기 (18세기-1955년 10월 14일)
풀라의 국기 (1828년-1950년)
스와트의 국기 (1849년-1969년 7월 28일)

## 같이 보기
- 파키스탄의 국장
- Flags of the World
- 기학